# Waller (Teksas)
Waller – miasto w Stanach Zjednoczonych, w stanie Teksas, w hrabstwie Harris.